# جورج وودورد
جورج وودورد (بالإنجليزية: George Woodward)‏ هو مدرب كرة سلة أمريكي، ولد في 25 أكتوبر 1894، وتوفي في 27 ديسمبر 1968.